# Liste des présidents de la principauté des Asturies
Cet article dresse la liste des titulaires du poste de président de la principauté des Asturies depuis l'approbation de la loi organique du 30 décembre 1981 établissant le statut d'autonomie de la communauté autonome, jusqu'à aujourd'hui.

## Liste
| Président | Président                 | Dates                                                           | Parti       | Remarque                                                     |
| --------- | ------------------------- | --------------------------------------------------------------- | ----------- | ------------------------------------------------------------ |
|           | Pedro de Silva            | 20 juin 1983 - 11 juillet 1991 (8 ans et 21 jours)              | FSA-PSOE    |                                                              |
|           | Juan Luis Rodríguez-Vigil | 11 juillet 1991 – 19 juin 1993 (1 an, 11 mois et 8 jours)       | FSA-PSOE    | Démissionne après un scandale politique                      |
|           | Antonio Trevín            | 19 juin 1993 – 17 juillet 1995 (1 an, 11 mois et 29 jours)      | FSA-PSOE    | Premier socialiste défait lors d'une élection régionale      |
|           | Sergio Marqués            | 17 juillet 1995 - 21 juillet 1999 (4 ans et 4 jours)            | PP          | Seul président issu du PP Fait scission du PP en 1998        |
|           | Sergio Marqués            | 17 juillet 1995 - 21 juillet 1999 (4 ans et 4 jours)            | URAS (1998) | Seul président issu du PP Fait scission du PP en 1998        |
|           | Vicente Álvarez Areces    | 21 juillet 1999 – 16 juillet 2011 (11 ans, 11 mois et 25 jours) | FSA-PSOE    | Seul président à accomplir trois mandats Record de longévité |
|           | Francisco Álvarez-Cascos  | 16 juillet 2011 – 25 mai 2012 (10 mois et 9 jours)              | FAC         | Record de brièveté                                           |
|           | Javier Fernández          | 25 mai 2012 – 17 juillet 2019 (7 ans, 1 mois et 22 jours)       | FSA-PSOE    | Gouverne en minorité Égalité au vote d'investiture de 2015   |
|           | Adrián Barbón             | Depuis le 17 juillet 2019 (5 ans, 8 mois et 3 jours)            | FSA-PSOE    | Gouverne en minorité                                         |